# Joe Exotic
Joseph Allen Maldonado-Passage (z domu Schreibvogel; ur. 5 marca 1963 w Garden City) – były amerykański właściciel ogrodu zoologicznego Greater Wynnewood Exotic Animal Park w Oklahomie.

## Życiorys
Urodził się jako Joseph Allen Schreibvogel w mieście Garden City w stanie Kansas. Wychowywał się w gospodarstwie. Kiedy miał pięć lat, został zgwałcony przez starszego od niego chłopca. Po tym zdarzeniu wraz z rodziną przeniósł się do Teksasu, gdzie dołączył do wydziału policji Eastvale, gdzie wkrótce został szefem małego wydziału. Po tym, jak ktoś z jego rodzeństwa ujawnił rodzicom, że jest gejem, próbował popełnić samobójstwo, rozbijając swój wóz policyjny na moście. Po jakimś czasie zmienił swoje zeznania i w 1997 powiedział w The Dallas Morning News, że ktoś zepchnął go z mostu podczas policyjnego dochodzenia w sprawie narkotyków. 
Przez 20 lat był znany jako Joe Exotic, lokalny celebryta prowadzący ze swojego zoo internetowy reality show oraz organizujący w centrach handlowych pokazy z tygrysami i innymi dzikimi zwierzętami.
Dwukrotnie ubiegał się o urząd publiczny (bez powodzenia) – najpierw o stanowisko prezydenta Stanów Zjednoczonych w 2016 (jako niezależny), następnie o stanowisko gubernatora stanu Oklahoma w 2018 (z ramienia Partii Libertariańskiej).

### Proces i wyrok
W 2019 został skazany na 22 lata więzienia za popełnienie 17 przestępstw federalnych dotyczących wykorzystywania zwierząt (osiem naruszeń ustawy Lacey Act i dziewięć ustawy o zagrożonych gatunkach) oraz dwa przypadki zlecenia morderstwa walczącej z jego działalnością Carole Baskin.

## Życie prywatne
Jest gejem. Kilku ze swoich partnerów nazywał "mężami", lecz nie ze wszystkimi łączyła go relacja usankcjonowana prawnie.

## Wpływ na popkulturę
W 2020 Netflix wydał siedmioczęściowy serial dokumentalny Król tygrysów, koncentrujący się na Maldonado-Passage’u, jego zoo i waśni z Baskin.  Wcześniej pojawił się w dokumencie Louisa Therouxa Najbardziej niebezpieczne zwierzęta Ameryki.
W 2020 nakładem Wydawnictwa SQN ukazała się w Polsce książka Mateusza Gugałka i Bartosza Czartoryskiego pt. Król Tygrysów jest nagi. Trzy lata w egzotycznym królestwie Joe Exotica